# Acer opalus
Acer opalus är en kinesträdsväxtart. Acer opalus ingår i släktet lönnar, och familjen kinesträdsväxter.

## Underarter
Arten delas in i följande underarter:
- A. o. africanum
- A. o. granatense
- A. o. opalus
- A. o. reginae-amaliae